# 鶴が谷町
鶴が谷町（つるがやまち）は、群馬県前橋市の地名。郵便番号は379-2108。2013年現在の面積は0.2km2。

## 地理
住宅地として整備されている。

## 世帯数と人口
2017年（平成29年）8月31日現在の世帯数と人口は以下の通りである。
| 町丁     | 世帯数  | 人口    |
| -------- | ------- | ------- |
| 鶴が谷町 | 560世帯 | 1,404人 |

## 小・中学校の学区
市立小・中学校に通う場合、学区は以下の通りとなる。
| 番地 | 小学校             | 中学校             |
| ---- | ------------------ | ------------------ |
| 全域 | 前橋市立荒子小学校 | 前橋市立荒砥中学校 |

## 交通

### 鉄道
鉄道駅はない。

### 道路
国道、県道ともに通っていない。

## 施設
- 前橋東警察署鶴が谷駐在所
- JA前橋市食材センター